# 吉多尔格尔县
吉多尔格尔县是印度的一個縣，位於該國西北部，由拉賈斯坦邦負責管轄，面積10,856平方公里，識字率為62.51%，2011年人口1,544,392，人口密度每平方公里142人。
24°52′48″N 74°37′12″E / 24.88000°N 74.62000°E